# The Bohicas
The Bohicas was een Engelse indierockband uit Essex en Londen. De band bestond uit zanger-gitarist Dominic McGuinness, gitarist Dominic John, bassist Adrian Acolatse en drummer Brendan Heaney. Polly Glass van Louder noemde The Bohicas "one of the coolest rock bands straddling the Essex/London border".

## Geschiedenis
De band werd tegen het einde van de jaren 2000 door Heaney en John opgericht onder de naam Swanton Bombs. In 2014 ondergingen ze een naamsverandering en ging de band verder als The Bohicas. Datzelfde jaar verscheen de titelloze ep The Bohicas. Hun debuut- en enige album The making of werd uitgebracht in 2015. Het album werd geproduceerd door Mark Rankin (o.a. Queens of the Stone Age) en belandde in de hitlijsten in het Verenigd Koninkrijk, België (Vlaanderen) en Nederland.

## Discografie
- The Bohicas, 2014 (ep)
- The making of, 2015 (album)

## Hitnoteringen
| Hitlijst                      | Toppositie |
| ----------------------------- | ---------- |
| VK (UK Albums Chart)          | 52         |
| BE (VL) (Ultratop 200 Albums) | 106        |
| NL (Album Top 100)            | 75         |